# Congregación del Divino Salvador
Congregación Mariana fundada en el año de 1596 en la casa Profesa de la Compañía de Jesús en la Ciudad de México por el padre Pedro Sánchez. En la congregación, que obtuvo su filiación a la Anunciata de Roma cinco años después, se intentaba agrupar a las personas más ilustres por su posición social y piedad que existían en la Ciudad de México. A la congregación pertenecieron entre otros: los virreyes don Juan de Mendoza y Luna, marqués de Montesclaros y Gaspar de Zúñiga y Acevedo, conde de Monterrey. Los congregantes se dedicaron a diversas obras piadosas para fomentar la vida cristina entre ricos y pobres y la caridad con los enfermos, pobres y encarcelados. Durante más de un siglo dotaron a huérfanas con los recursos necesarios para su manutención, mismos que eran entregados durante la celebración de la fiesta titular de la Transfiguración.